# (14391) 1990 RE2
A (14391) 1990 RE2 a Naprendszer kisbolygóövében található aszteroida. Henry E. Holt fedezte fel 1990. szeptember 14-én.

## Kapcsolódó szócikk
- Kisbolygók listája (14001–14500)